# Macé
Macé är en kommun i departementet Orne i regionen Normandie i nordvästra Frankrike. Kommunen ligger i kantonen Sées som tillhör arrondissementet Alençon. År 2022 hade Macé 443 invånare.

## Befolkningsutveckling
Antalet invånare i kommunen Macé
| Referens: INSEE |